# Liste des circonscriptions législatives du Cher
Le département français du Cher est, sous la Cinquième République, constitué de trois circonscriptions législatives, ce nombre étant stable depuis 1958. Leurs limites ont été redéfinies lors du redécoupage de 1986, mais n'ont pas été affectées par celui de 2010, en vigueur à compter des élections législatives de 2012.

## Présentation
Par ordonnance du 13 octobre 1958 relative à l'élection des députés à l'Assemblée nationale, le département du Cher est constitué de trois circonscriptions électorales.
Lors des élections législatives de 1986 qui se sont déroulées selon un mode de scrutin proportionnel à un seul tour par listes départementales, le nombre de trois sièges du Cher a été conservé.
Le retour à un mode de scrutin uninominal majoritaire à deux tours en vue des élections législatives suivantes, a maintenu ce nombre de trois sièges,, selon un nouveau découpage électoral.
Le redécoupage des circonscriptions législatives réalisé en 2010 et entrant en application à compter des élections législatives de juin 2012, n'a modifié ni le nombre ni la répartition des circonscriptions du Cher.

## Composition des circonscriptions

### Composition des circonscriptions de 1958 à 1986
À compter de 1958, le département du Cher comprend trois circonscriptions.
- 1re circonscription : Henrichemont, Saint-Martin-d'Auxigny, Les Aix-d'Angillon, Bourges, Chârost, Levet, Lignières.
- 2e circonscription : Argent-sur-Sauldre, Aubigny-sur-Nère, Vailly-sur-Sauldre, Léré, La Chapelle-d'Angillon, Sancerre, Vierzon, Graçay, Lury-sur-Arnon, Mehun-sur-Yèvre,
- 3e circonscription : Sancergues, Baugy, Nérondes, La Guerche-sur-l'Aubois, Dun-sur-Auron, Châteauneuf-sur-Cher, Sancoins, Saint-Amand-Montrond, Charenton-du-Cher, Le Châtelet, Saulzais-le-Potier, Châteaumeillant.

### Composition des circonscriptions depuis 1988
À compter du découpage de 1986, le département du Cher comprend trois circonscriptions regroupant les cantons suivants :
- 1re circonscription : Les Aix-d'Angillon, Argent-sur-Sauldre, Aubigny-sur-Nère, Bourges-II, Bourges-IV, Bourges-V, La Chapelle-d'Angillon, Henrichemont, Léré, Saint-Martin-d'Auxigny, Sancerre, Vailly-sur-Sauldre.
- 2e circonscription : Bourges-I, Chârost, Graçay, Lury-sur-Arnon, Mehun-sur-Yèvre, Saint-Doulchard, Vierzon-I, Vierzon-II.
- 3e circonscription : Baugy, Bourges-III, Charenton-du-Cher, Châteaumeillant, Châteauneuf-sur-Cher, Le Châtelet, Dun-sur-Auron, La Guerche-sur-l'Aubois, Levet, Lignières, Nérondes, Saint-Amand-Montrond, Sancergues, Sancoins, Saulzais-le-Potier.

À la suite du redécoupage des cantons de 2014, les circonscriptions législatives ne sont plus composées de cantons entiers mais continuent à être définies selon les limites cantonales en vigueur en 2010. Les circonscriptions sont ainsi composées des cantons actuels suivants :
- 1re circonscription : cantons d'Aubigny-sur-Nère (sauf communes de Nançay et Neuvy-sur-Barangeon), Bourges-1 (quartier Vauvert), Bourges-2 (sauf quartiers Chancellerie et Asnières-lès-Bourges), Bourges-3 (sauf quartier des Gibjoncs), Bourges-4 (sauf quartier Justices-Pijolins et partie de Baudens), Saint-Germain-du-Puy, Saint-Martin-d'Auxigny (sauf communes de Saint-Laurent, Vignoux-sur-Barangeon et Vouzeron) et Sancerre
- 2e circonscription : cantons de Bourges-2 (quartiers Chancellerie et Asnières-lès-Bourges), Bourges-3 (quartier des Gibjoncs), Chârost, Mehun-sur-Yèvre, Saint-Doulchard, Vierzon-1 et Vierzon-2, communes de Nançay, Neuvy-sur-Barangeon, Saint-Laurent, Vignoux-sur-Barangeon et Vouzeron
- 3e circonscription : cantons d'Avord, Bourges-1 (sauf quartier Vauvert), Bourges-4 (sauf quartier Justices-Pijolins et partie de Baudens), Châteaumeillant, Dun-sur-Auron, La Guerche-sur-l'Aubois, Saint-Amand-Montrond et Trouy